# Anders Stenman
Anders (Andreas) Stenman, född 1738, död efter 1780, var en svensk fajansmålare.
Stenman var målargosse vid Rörstrands porslinsfabrik och blev med vitsordet trög arbetare gesäll vid Rörstrands 1752. Han arbetade kvar vid fabriken fram till 1767 men övergick därefter till Mariebergs porslinsfabrik där han omnämns som blåmålare 1779. Omkring 1766 lär han ha gjort en uppfinning som tillät överföring av tryckta mönster till fajanser snarlik den uppfinning som gjordes i England 1749 som han var helt omedveten om. Både Rörstrand och Marieberg använde sig av metoden. Till Stenmans kända bevarade arbeten finns en dekorerad bordskiva, en bricka samt en frukttallrik från 1770-talet. 